# Philipp Müller (Footballspieler)
Philipp Müller (*28. November 1997 in Finsterwalde, Brandenburg) ist deutscher American-Football-Spieler auf der Position des Defensive Ends bei den Leipzig Kings.

## Leben

### Kindheit
Mit 3 Jahren ist er aus Brandenburg nach Thüringen gezogen. In seiner Kindheit hat er Fußball in seinem Heimatort Gerstungen gespielt und dann mit 16 Jahren den American Football für sich entdeckt.

### Beruflicher Werdegang
2013 - 2016 Ausbildung zum Industriemechaniker bei der Robert Bosch GmbH in Eisenach (Thüringen)
2017 Anstellung bei der Robert Bosch GmbH in Eisenach
2018 - 2021 Besuch und Abschluss an der Fachschule für Technik in Mühlhausen in der Fachrichtung Fertigungstechnik
2021 Angestellter bei der Robert Bosch GmbH in Eisenach

## American Football
Bei den Bad Hersfeld Raiders hat er seine ersten Erfahrungen mit dem Sport gesammelt. Durch die Auflösung der Raiders kam es zu keinem Spieleinsatz. Seine ersten Spielerfahrungen machte er in der Jugend der Erfurt Indigos. Unter Jugend-Headcoach J.J. Hohmann wurde er am Ende der zweiten Saison mit der kompletten D-Line durch die Indigos ausgezeichnet. Danach spielte er eine Saison bei den Herren der Indigos  mit unterschiedlichen Erfolgen. 2018 wechselte er aus Entfernungsgründen zu den Legionäre Eschwege. Dort wurde er in der Saison 2021 Tackle-Leader und dafür ausgezeichnet. Im Mai 2022 bekam er nach einem Probetraining von den Leipzig Kings einen Einjahresvertrag. Bei dem Auswärtsspiel gegen Berlin Thunder am 26. Juni 2022 verletzte er sich am Knie. Diese Verletzung beendet für ihn die Saison 2022 bei den Kings.